# Edmond Safra

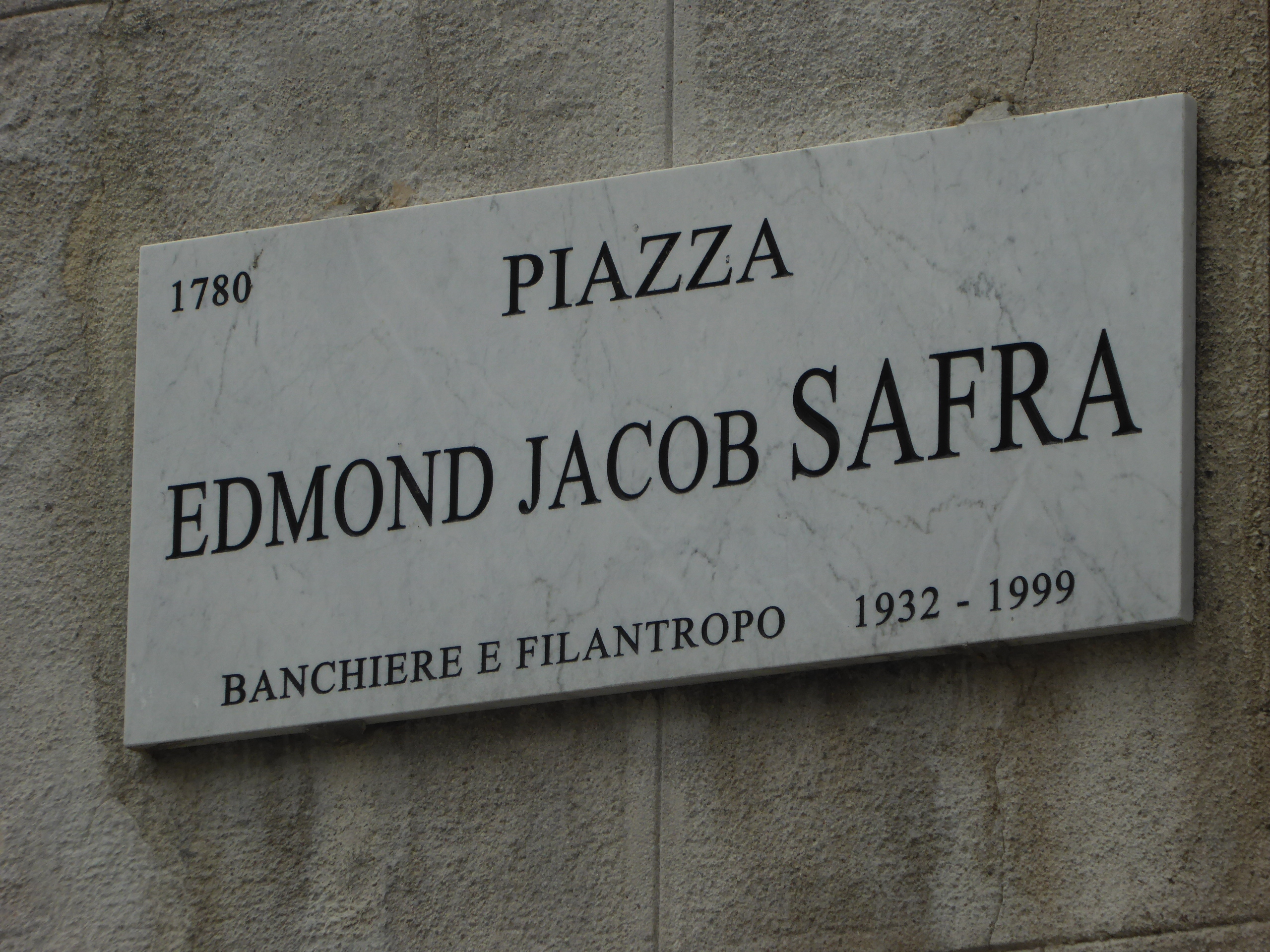
Placa mortuária localizada em Milão, Itália, com descrição das datas de Nascimento e Falecimento de Edmond Jacob Safra, um importante banqueiro magnata judeu-sírio naturalizado como brasileiro.

Edmond Jacob Safra, em árabe ادموند يعقوب صفرا, (Beirute, 6 de agosto de 1932 — Monte Carlo, 3 de dezembro de 1999), foi um banqueiro magnata judeu-sírio naturalizado brasileiro que continuou a tradição bancária de sua família no Líbano, no Brasil, na Suíça, nos Estados Unidos e no restante do mundo. Em 1976 casou com Lily Safra e o casamento durou 23 anos. Com sua esposa, iniciou muitas atividades filantrópicas, ativas até hoje pela Fundação Filantrópica Edmond J. Safra.

## Biografia

### Infância
Edmond Safra, nascido em Beirute, no Líbano, foi o terceiro dos oito filhos de Jacob Safra, um banqueiro de origem síria, e de sua esposa, Esther. Seu avô transportava ouro em desertos através de caravanas de camelos. Curiosamente, o nome "Safra" significa na língua árabe amarelo, lembrando o ouro. Esther, sua mãe, mais conhecida como Tera, cuidava de seus quatro filhos e de suas quatro filhas de acordo com as tradições judaicas.
Inteligente, mas agitado, Edmond estudou no colégio hebraico Alliance Israelite Universelle no bairro Wadi-Bou-Jamil en Beirute. A família Safra estava envolvida no financiamento de câmbio entre Alepo, Constantinopla e Alexandria. Em 1920, Jacob Safra fundou o Banco Jacob E. Safra, que se tornou o Banque de Crédit National.

### Casamento
Em 1976, Safra casou-se com a brasileira Lily Monteverde, nascida Lily Watkins em Porto Alegre em 30 de Dezembro de 1934. Lily era uma das herdeiras da rede de varejo Ponto Frio, uma das maiores do Brasil.

### História como banqueiro
Quando tinha dezesseis anos, Edmond abandonou a escola e começou a trabalhar no banco de seu pai, envolvido nos negócios de metais preciosos e de troca de moeda estrangeira.
Edmond fundou uma sociedade que cuidava de câmbio em Milão, iniciando sua carreira no mercado de moedas e metais preciosos entre Milão, Zurique, Amsterdã e Genebra.
Em 1952, a família mudou-se para o Brasil, onde Edmond e seu pai fundaram sua primeira instituição financeira brasileira em 1955. Em 1956, Edmond Safra mudou-se para Genebra para fundar a sociedade financeira e comercial SUDAFIN, que, em 1959, foi convertida para seu primeiro banco, o Trade Development Bank, o qual cresceu de um para cinco bilhões de dólares nos anos 1980. Ele aproveitou o clima de negócios favorável e estendeu seu império financeiro, fazendo dele um ponto de honra para satisfazer seus ricos clientes do mundo todo.
Em 1966, ele fundou o Republic National Bank of New York, com um capital de onze milhões de dólares, que foi reconhecido internacionalmente como o primeiro banco dos Estados Unidos em transações de ouro e metais preciosos. Mais tarde, filiais do Republic foram estabelecidas em Londres, Paris e em Genebra. E assim o Republic ficou incluído tanto nas bolsas de valores da América como nas da Europa. O Republic National Bank, com oitenta e oito agências espalhadas por todo o mundo, se tornou o terceiro maior banco da região metropolitana de Nova York, atrás de Citigroup e Chase Manhattan. Em 1988, ele fundou o Safra Republic Holdings S. A. Republic, uma holding bancária. Em 1999, Safra vendeu seu império bancária para o HSBC, por bilhões de dólares.
No começo dos anos 1990, a fortuna de Edmond Safra foi estimada em 2,5 bilhões de dólares, e a Forbes o colocou como o 199° homem mais rico do mundo.
Filosofia de trabalho : "Seu pai, que vivenciou a condição de ser judeu em terras árabes, lhe passou três conselhos: construir um banco como se constrói um barco, sólido o suficiente para enfrentar tempestades; manter alta liquidez, porque os judeus têm às vezes que fugir rapidamente; e nunca ser o maior, porque os raios atingem primeiro as árvores mais altas. Todos esses conselhos foram seguidos." contou o ex-senador, economista e amigo do Safra por 40 anos, o falecido Roberto Campos.

### Morte
Em 3 de dezembro de 1999, Edmond morreu aos 67 anos num incêndio criminoso, em seu apartamento no prédio Belle Époque, em Monte Carlo, Mônaco. Ted Maher, um enfermeiro e ex-Boinas Verdes nascido nos Estados Unidos, foi preso sob a acusação de ter começado o incêndio, o qual confessou, e foi condenado a 10 anos de prisão depois de um julgamento por uma corte de Mônaco em 2002. Maher alegou que causou o incêndio para poder realizar um resgate heróico e, assim, conseguir uma recompensa dos Safra.

## Atividades Filantrópicas
Patrono e filantropo de várias instituições de caridade, especialmente de comunidades judaicas sefarditas ao redor do mundo, Edmond Safra fazia doações significativas. Em 1998, ele doou uma grande quantia em dinheiro para uma instituição que estudava o mal de Parkinson e para o Museu do Louvre. Ele financiou eventos culturais da Fundação Bienal de São Paulo. Hoje em dia, muitas das caridades apoiadas por Safra recebem doações de sua esposa, Lily, e da Fundação Edmond J. Safra.
Edmond J. Safra dava suporte para causas e organizações educacionais, religiosas, médicas, culturais e humanitárias em todo o mundo, trabalho mantido, hoje em dia, pela Fundação Filantrópica Edmond J. Safra em sua homenagem.

### Religião
Comprometido com sua fé judaica, ele acreditava que a construção e manutenção de sinagogas era importante nas regiões onde comunidades judaicas pudessem se formar. As sinagogas com o nome de seu pai, construídas pelo mundo, demonstram esse seu comprometimento. Várias delas foram construídas nos maiores centros judaicos do mundo, mas ele também ajudou na construção de sinagogas em comunidades mais remotas como Manila e Kinshasa.
Ele construiu a primeira sinagoga em Madrid dos últimos 500 anos e ajudou a renovar e expandir sinagogas em Amsterdã, Istambul, Nápoles, Budapeste, Rodes e Viena. Também salvou da destruição a sinagoga mais velha da França em Clermont-Ferrand, comprando-a para a comunidade, e contribuiu para a expansão da sinagoga de Cannes e da Synagogue Beth El de Paris. Ajudou na reforma de sinagogas em várias cidades pequenas da França, incluindo, entre outras, Evian e Annemasse. Muitos lugares dedicados à religião judaica levam seu nome como o Centre Alliance Edmond J. Safra em Paris na França.
Além de dar suporte para várias sinagogas em Israel, os túmulos de Rabbi Meir Baal Haness e Rabbi Shimon Bar Yohai foram especialmente importantes para Edmond Safra e ele foi sem dúvidas o mais generoso doador desses locais de peregrinação. Por vários anos, na noite de Shavuot (Pentecoste), data aniversário da morte de seu pai, ele rezou no túmulo de Rabbi Meir até o amanhecer.

### Tratamento médico e pesquisa em saúde
Durante toda a sua vida, Edmond J. Safra doou milhões de dólares para o tratamento médico de doentes. Hospitais no mundo todo – o Hôpital Cantonal de Genève, os Hôpitaux de France e inúmeras instituições nos Estados Unidos, por exemplo – se beneficiaram enormemente da sua generosidade. Ele foi um dos fundadores do hospital Albert Einstein em São Paulo, hoje um dos maiores e mais prestigiosos hospitais da América Latina. Em Israel, começou a construção do hospital infantil de última geração, Edmond and Lily Safra Children’s Hospital, em Tel Hashomer.
Na área de pesquisa médica, Safra deu um enorme suporte para o Institut Pasteur de Paris, o Weizmann Institute em Israel e vários centros de pesquisa de doenças específicas na França, nos Estados Unidos e em outros países do mundo. Ele criou o Edmond and Lily Safra Chair in Breast Cancer Research (Centro de Pesquisa de Câncer de Mama) na Universidade de Tulane.
Na França, a Fundação Edmond J. Safra apoia notadamente o Brain and Spine Institute (ICM), instituto de pesquisa em neurociência de classe mundial, e o centro de pesquisa biomédica Clinatec, que foi criado graças ao seu apoio. Clinatec, um centro de pesquisa biomédica, desenvolve dispositivos médicos para combater doenças neurodegenerativas, como a doença de Parkinson. Um prédio leva o nome de Edmond J. Safra em homenagem a esse apoio.

### Educação
Edmond J. Safra acreditava que ter o nível superior de educação era essencial para todos os jovens do mundo moderno, apesar dele próprio não ter feito estudos universitários. Ele doou bolsas universitárias a milhares de estudantes menos afortunados através do International Sephardic Education Foundation (ISEF), uma instituição que sua esposa e ele fundaram em 1977 para dar suporte à estudantes israelitas em necessidade. Os estudantes que receberam essas bolsas se destacaram em várias disciplinas pelo mundo todo.
Edmond J. Safra também ajudou universidades diretamente, frequentemente através de cadeiras ou programas específicos (como, por exemplo, Estudos Judaicos). Na universidade de Harvard, por exemplo, ele deu a dotação para o Jacob E. Safra Professorship of Jewish History and Sephardic Civilization, uma bolsa para professores de história judaica e civilização sefardita e doou fundos importantes para o Robert F. Kennedy Visiting Professorship in Latin American Studies, uma bolsa para professores itinerantes de estudos latino americanos. Na universidade de Pennsylvania, Wharton School of Business, ele criou a bolsa de professores Jacob E. Safra Professorship of International Banking e o centro de pesquisa de negócios Safra Business Research Center.
Ele foi um benfeitor importante da Universidade Americana de Beirut e premiado como Doutorando Honorário pelas universidades Hebrew University de Jerusalém e pela Yeshiva University (onde ele estabeleceu o Jacob E. Safra Institute of Sephardic Studis) pelo seu suporte contínuo a essas instituições.
No que diz respeito à educação de crianças, Edmond Safra se devotou mais amplamente nas cidades onde viveu - por exemplo, ele fundou a École Girsa, a primeira e maior escola judaica de Genebra. Ele teve muito orgulho em fundar a Beit Yaacov School em Bat Yam, que é constantemente considerada uma das melhores escolas de Israel. Ele também foi um dos maiores benfeitores de yeshivot (escolas judaicas que treinam jovens para serem rabinos, professores judeus ou juízes), ajudando várias instituições no mundo todo.

### Arte e cultura
Além de sua generosidade, Edmond gostava de colecionar obras de arte. Decorava suas residências em Genebra, em Nova Iorque e a Villa Leopolda, que pertenceu ao rei Leopoldo da Bélgica, na Costa Azul, com quadros de pintores impressionistas, belas mobílias, esculturas, etc..

## Nomeações
Reconhecido mundialmente pela sua filantropia, Edmond J. Safra foi nomeado Comendador da Ordem das Artes e das Letras e Cavaleiro da Ordem Nacional da Legião de Honra pelo governo francês; Comendador da Ordem de Mérito pelo Grão-Ducado do Luxemburgo e Comendador da Ordem de Rio Branco pelo governo brasileiro.

## Biografia
- Daniel Gross : A Banker's Journey: How Edmond J. Safra Built a Global Financial Empire, Radius (2022). ISBN 978-1635767858